# 日本マタイ
日本マタイ株式会社（にほんマタイ）は、包装容器を製造販売する会社。

## 概要
袋、包装、容器等を製造する総合包装容器メーカーであり、ポリエチレン重袋は日本国内シェア1位である。
農産品・食料品、合成樹脂、化学原料、医薬品等を輸送するコンテナバッグは「MAICONマイコン」のブランド名で世界で広く使用されている。
2006年（平成18年）2月期の連結売上構成は樹脂加工品51.1%、合成樹脂袋16.1%、クラフト紙袋7.4%、段ボールシート・ケース15.5%、樹脂商品7.7%となっている。

## 沿革
- 1947年（昭和22年）3月 - 日本麻袋株式会社として設立。
- 1957年（昭和32年）6月 - 日本マタイ株式会社に改称。
- 1959年（昭和34年）11月 - 武州製袋株式会社を合併。
- 1962年（昭和37年）7月26日 - 東京証券取引所第2部に上場。
- 1971年（昭和46年）6月 - 金正商事株式会社を合併。
- 1971年（昭和46年）7月 - 東京証券取引所第1部に指定替え。
- 1990年（平成2年）9月 - 日交レジン株式会社を合併。
- 2003年（平成15年）12月 - 会社分割により株式神明マタイに食糧事業を分割譲渡。
- 2009年（平成21年）5月 - 第三者割当増資により、レンゴーの子会社となる。
- 2009年（平成21年）12月 - 株式交換により、レンゴーの完全子会社となる。
- 2015年（平成27年）4月 - 森下株式会社を吸収合併。

## 事業所
- 本社 - 東京都台東区
- 埼玉工場 - 埼玉県久喜市
- 滋賀工場 - 滋賀県守山市
- 兵庫工場 - 兵庫県加古郡稲美町
- 岡山工場 - 岡山県瀬戸内市

## 関係会社
- マタイ紙工（群馬県高崎市）
- 東北旭段ボール（山形県遊佐町）
- 立川段ボール工業（東京都あきる野市）
- マタイ東北（東京都台東区）
- MATAI(VIETNAM)CO.,LTD.（ベトナム・ホーチミン）
- PT. MARSOL ABADI INDONESIA（インドネシア）
- PT. TAIYO MARSOL INDONESIA（インドネシア）
- THAI MARSOL CO., LTD.（タイ・バンコク）
- PAL TECH (ASIA) CO., LTD.（タイ）
- 江蘇中金瑪泰医薬包装有限公司（中華人民共和国・江蘇省連雲港市）
- 連雲港本一化工有限公司（中華人民共和国江蘇省連雲港市）
- 上海瑪岱貿易有限公司（中華人民共和国上海市）
- 四川中金医薬包装有限公司（中華人民共和国四川省都江堰市）
- 森下塑料貿易有限公司（中華人民共和国遼寧省大連市）